# Dendrobium densiflorum
Dendrobium densiflorum là một loài lan trong chi Lan hoàng thảo.